# Jean-Marie Adatte
Jean-Marie Adatte, né en 1931 à Pleujouse (actuellement dans la commune de La Baroche en Suisse), est un écrivain et enseignant suisse.

## Biographie
Études secondaires à Porrentruy et Saint-Maurice. Il obtient une licence en lettres à la Sorbonne à Paris. De 1956 à 1957, il est professeur au Gymnase français de Bienne, de 1957 à 1973 à l'École supérieure des jeunes filles et à l'École secondaire de Neuchâtel, de 1974 à 1993 maître de français et de littérature à l'École normale de Bienne.
Il réside aujourd'hui à Marin-Epagnier, et se consacre essentiellement à l'écriture.

## Note
1. ↑  « Jean-Marie Adatte », sur viceversalitterature.ch (consulté le 21 mai 2023).